# Jesús Purizaga
Jesús Manuel Purizaga Sánchez (Lima, 24 dicembre 1959) è un ex calciatore peruviano, di ruolo portiere.